# Antonina Sjevtjenko
Antonina Anatoljevna Sjevtjenko, (ryska: Антонина  Анатольевна Шевченко) född 11 november 1984 i Bisjkek, är en kirgizisk MMA-utövare och före detta kickboxare som sedan 2018 tävlar i organisationen Ultimate Fighting Championship.

## Bakgrund
Antonina föddes i Bisjkek i dåvarande Sovjetunionen. Hennes mamma, Elena Sjevtjenko, var själv ett tredje dans svartbälte i taekwondo och president i Kirgizistans Muay Thai-förbund. Hon ville att båda hennes döttrar, Antonina och Valentina, skulle följa i hennes fotspår så hon satte dem båda i träning redan från väldigt unga år.

## Karriär

### Thaiboxning och kickboxning
Under sin thaiboxnings- och kickboxningskarriär som sträckte sig från 2003 till 2017 gick Sjevtjenko 40 thaiboxnings-, kickboxnings- och K-1-matcher med ett facit om 39 vinster och en förlust som var en poängförlust. Hon vann bland annat: WKC:s amatörvärldsmästartitel i 63,5 kg-klassen 2013 och 2014. IFMA Royal World Cup 63,5 kg-klassen i Bangkok 2015. Guld i amatör-VM 2011, 2014 och 2016.

### MMA

#### Mindre organisationer
Sjevtjenko prövade på MMA redan 2002-2005 då hon skaffade sig ett facit om 3-0. Men det dröjde till 2017 innan hon bytte sport helt. Med två matcher till och ett obesegrat facit om 5-0 ställde hon sedan 2018 upp i Dana White's Contender Series.

#### UFC
Med en vinst i DWCT och en vinst i TUF skrev hon sedan på för UFC och debuterade 2019 vid UFC Fight Night 149 (Overeem vs. Olejnik) mot den rutinerade Roxanne Modafferi (22-15) och förlorade en jämna match via delat domslut.

### Mästerskap och utmärkelser

#### Thaiboxning och kickboxning
- 2003 IFMA Världsmästare i thaiboxning (60 kg)
- 2007 IFMA Världsmästare i thaiboxning (60 kg)
- 2008 IFMA Världsmästare i thaiboxning (60 kg)
- 2011 IFMA Världsmästare i thaiboxning (63,5 kg)
- 2013 WKC K-1 Världsmästare (63,5 kg)
- 2014 WKC Muay Thai Världsmästare (63,5 kg)
- 2016 IFMA Världsmästare i thaiboxning (63,5 kg)

#### MMA

##### Fight of the Night
1. Mot  Lucie Pudilová vid UFC on ESPN: Covington vs. Lawler, 3 augusti 2019 i flugvikt

##### Performance of the Night
1. Mot  Ariane Lipski vid UFC 255, 21 november 2020 i flugvikt

### Tävlingsfacit

#### MMA
| Resultat | Facit | Motståndare             | Metod                           | Evenemang                            | Datum             | Rond | Tid  | Plats                        | Notering                                       |
| -------- | ----- | ----------------------- | ------------------------------- | ------------------------------------ | ----------------- | ---- | ---- | ---------------------------- | ---------------------------------------------- |
| Vinst    | 1–0   | Anara Bajanova (KGZ)    | TKO (slag)                      | KFK - Kirgizistanska cupen           | 5 april 2002      | 2    | n/a  | Bisjkek, Kirgizistan         |                                                |
| Vinst    | 2–0   | Hyun Seong Kim (KOR)    | Domslut (enhälligt)             | WXF: X-impact WC 2003                | 3 december 2003   | 3    | 2:00 | Seoul, Sydkorea              |                                                |
| Vinst    | 3–0   | Hyun Seong Kim (KOR)    | Domslut (enhälligt)             | WXF: X-impact WC 2005                | 9 juli 2005       | 3    | 5:00 | Seoul, Sydkorea              |                                                |
| Vinst    | 4–0   | Anissa Haddaoui (MOR)   | Domslut (enhälligt)             | Phoenix FC 3                         | 22 september 2017 | 3    | 5:00 | London, England              |                                                |
| Vinst    | 5–0   | Valérie Domergue (FRA)  | Domslut (enhälligt)             | Phoenix FC 4                         | 22 december 2017  | 3    | 5:00 | Dubai, Förenade arabemiraten |                                                |
| Vinst    | 6–0   | Jaimee Nievera (USA)    | TKO (knän)                      | DWCS series 11                       | 26 juni 2018      | 2    | 3:22 | Las Vegas, NV, USA           | Flugviktsdebut                                 |
| Vinst    | 7–0   | Ji Yeon Kim (KOR)       | Domslut (enhälligt)             | TUF Heavy Hitters Finale             | 30 november 2018  | 3    | 5:00 | Las Vegas, NV, USA           | Catchvikt (130,5 lb). Kim missade invägningen. |
| Förlust  | 7–1   | Roxanne Modafferi (USA) | Domslut (delat)                 | UFC Fight Night: Overeem vs. Oleinik | 20 april 2019     | 3    | 5:00 | Sankt Petersburg, Ryssland   |                                                |
| Vinst    | 8–1   | Lucie Pudilová (CZE)    | Teknisk submission (rear-naked) | UFC on ESPN: Covington vs. Lawler    | 3 augusti 2019    | 2    | 1:20 | Newark, NJ, USA              | Fight of the Night.                            |
| Förlust  | 8–2   | Katlyn Chookagian (USA) | Domslut (enhälligt)             | UFC on ESPN: Woodley vs. Burns       | 3 maj 2020        | 3    | 5:00 | Las Vegas, NV, USA           |                                                |
| Vinst    | 9–2   | Ariane Lipski (BRA)     | TKO (slag)                      | UFC 255                              | 21 november 2020  | 2    | 4:33 | Las Vegas, NV, USA           | Performance of the Night.                      |
| Förlust  | 9–3   | Andrea Lee (USA)        | Submission (triangelarmbar)     | UFC 262                              | 15 maj 2021       | 2    | 4:52 | Houston, TX, USA             |                                                |